# Teresina de Goiás
Teresina de Goiás är en kommun i Brasilien.   Den ligger i delstaten Goiás, i den centrala delen av landet, 240 km norr om huvudstaden Brasília. Antalet invånare är 3 016.
Omgivningarna runt Teresina de Goiás är huvudsakligen savann. Runt Teresina de Goiás är det mycket glesbefolkat, med 4 invånare per kvadratkilometer.